# Johann Max Tendler

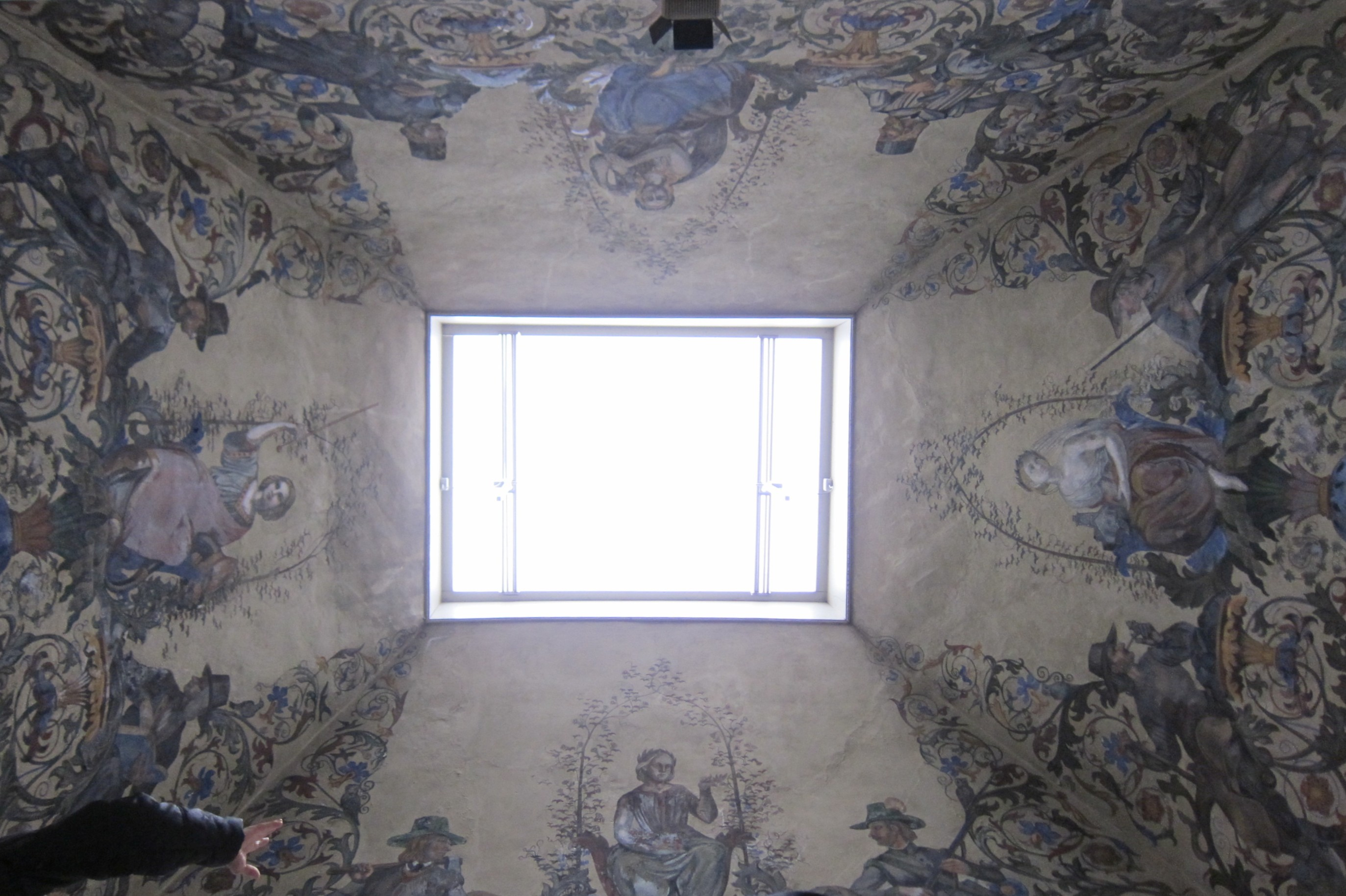
Johann Max Tendler, Allegorisches Kuppelfresko im Hacklhaus in Leoben

Johann Max Tendler (* 23. August 1811 in Eisenerz; † 14. April 1870 in Leoben) war ein österreichischer Maler des Biedermeier.

## Familiengeschichte und Leben
Johann Max Tendler stammte aus einer Künstlerfamilie, die über fünf Generationen künstlerisches Talent auf verschiedenen Gebieten zeigte. Johann Max kam als zweiter Sohn des Malers Johann Tendler II. in Eisenerz zur Welt. Der Vater war Sohn des künstlerisch begabten Tischlers Matthias Tendler (1757–1825). Johann Max’ älterer Bruder Matthäus und der jüngere Bruder Josef Tendler arbeiteten ebenfalls als Maler. Auch Johann Max Tendlers Sohn Johann Tendler III. wurde Künstler.
Johann Max half schon früh seinem Vater bei Schnitz- und Malerarbeiten. Als Begabtesten der Familie schickte man ihn 1829 bis 1831 auf die Wiener Kunstakademie, wo er bei Josef von Führich, Thomas Ender, Leopold Kupelwieser, Joseph Redl und Karl Gsellhofer studierte.
1835 zog er nach Leoben, kaufte von Franz Xaver Nager eine Lizenz („bürgerliche Real-Mahler- und Vergolders-Gerechtsame“). und baute sich eine Existenz als akademischer Maler auf.
Am 16. August 1836 heiratete er die Holzknechttochter Barbara (Babette) Schweiger. Im selben Jahr, am 20. Dezember, leistete er den Bürgereid der Stadt Leoben. Das Paar hatte außer dem Sohn Johann Tendler III. vier Töchter: Maria, Barbara, Aloisia und Johanna. Der geschäftliche Erfolg erlaubt ihm, 1850 das Haus Leoben 123 zu erwerben (heute Timmersdorfergasse 6), wo er bis zu seinem Tod lebte. Er starb, erst 59 Jahre alt, an Gehirnlähmung.

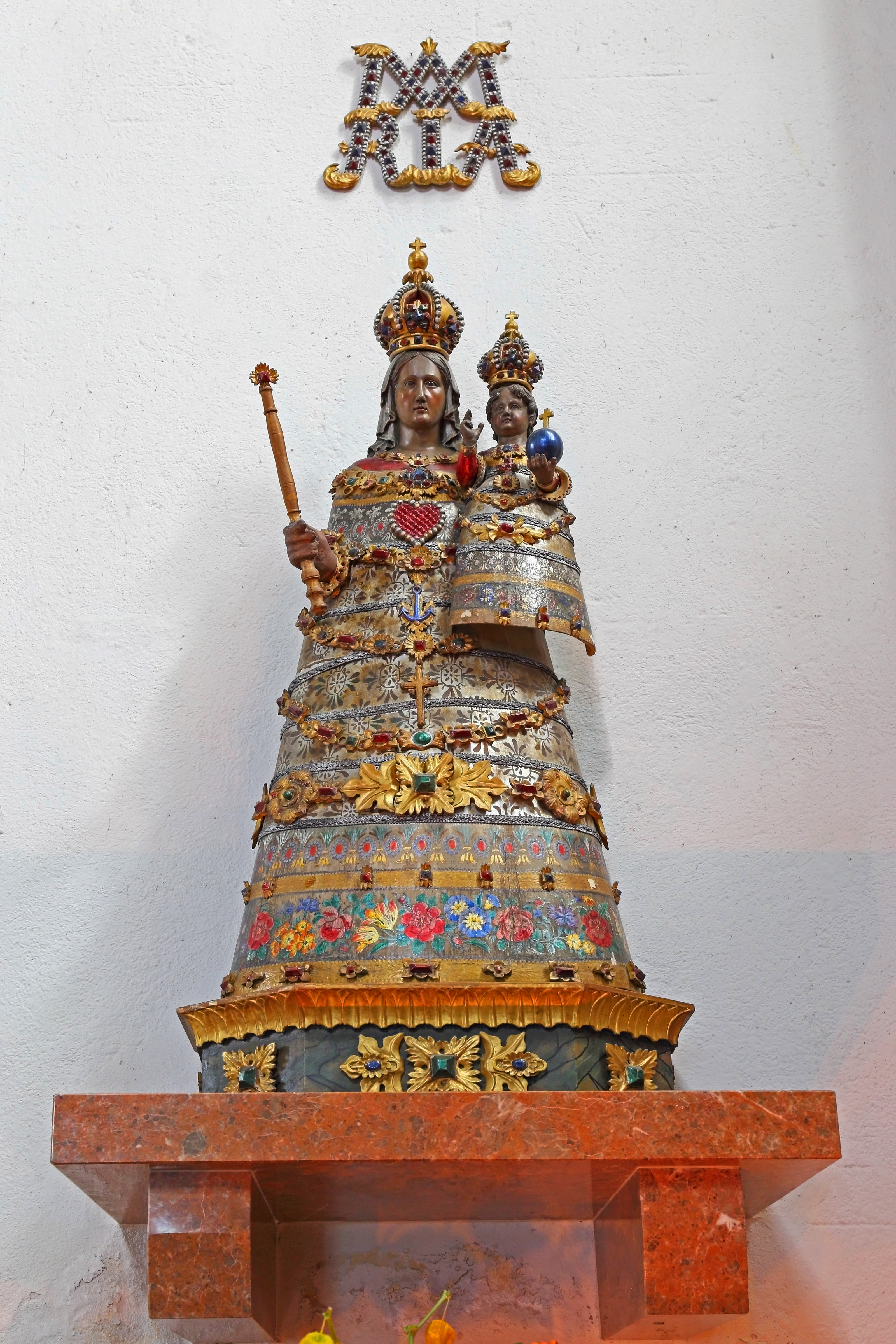
Die „Loretomadonna“ in der Eisenerzer Pfarrkirche von 1839

## Künstlerische Laufbahn
Tendler verstand sich als Künstler und Handwerker. Er verfertigte Altarbilder, Kreuzwegbilder, Fahnenbilder, Grabmäler, Glasmalereien, dekorative Kirchenmalereien und Firmenschilder, betätigte sich zudem auch als Restaurateur. Seine künstlerische Tätigkeit entfaltete sich vor allem in der Obersteiermark, wo er oft mit einem Knittelfelder Tischler namens Jakob Mayer zusammenarbeitete, reichte aber auch bis in die Marburger Gegend und nach Wien, wo er Entwürfe für den Glasmaler Carl Geyling (1814–1880) lieferte.
Tendlers ikonographisches Repertoire reichte von sakralen Auftragswerken und allegorischen Darstellungen bis zu Abbildungen aus dem volkstümlichen Leben oder aus der Welt des Bergmanns und Zeichnungen und Bildern der heimatlichen Landschaften.
Seinen ersten größeren Auftrag erhielt er 1844 vom Leobner Wirtschaftsausschuss für Darstellungen einiger Orte des Bezirks Leoben. Ein Teil dieser Aquarelle ist noch erhalten.
Im Jahr 1847 restaurierte er die barocke Pestsäule (Dreifaltigkeitssäule) auf dem Leobner Hauptplatz.
Als eines der Hauptwerke Tendlers, wenn nicht als sein Hauptwerk schlechthin, werden die Fresken im Treppenhaus und an der Treppenhauskuppel des Hacklhauses in Leoben angesehen, die er 1851 malte. Die Allegorien stellen die wichtigsten Wirtschaftszweige der Region dar: den Erzabbau, die Verhüttung, die Holz- und Almwirtschaft und die Jagd.
Zeitweilig beschäftigte er sich auch mit einer anderen Tätigkeit, die in der Familie Tendler tradiert wurde. Der Großvater Matthias Tendler hatte mechanische Puppen gebaut, die die Bewegungen von Menschen und Tieren nachahmten. Er reiste mit seinem Automatentheater durch die deutschsprachigen Länder und gab damit Vorstellungen. Das tat später auch der Enkel.

## Werke (Auswahl)
- Entwurf des neugotischen Hochaltars der spätgotischen Waasenkirche in Leoben, 1845
- Restaurierung des Florianialtars der Kirche St. Georg in Adriach (Frohnleiten), um 1850
- Treppenhausfresken des Hacklhauses, 1851
- Fünf Fresken und zwei Tafelbilder nach Balladen von Friedrich Schiller (Tempera) am Gasthaus in Neudörfl (Steiermark), nach 1851
- Grisaillemalereien in der Redemptoristenkirche in Leoben, 1858
- Altarbilder der Liebfrauenkirche in Eisenerz und der Pfarrkirche Trofaiach (Florianialtar)

Von seinem künstlerischen Nachlass sind noch etwa 700 Aquarelle und Zeichnungen erhalten. Sie befinden sich im Museum der Stadt Leoben (MuseumsCenter). Tendlers Tochter Johanna schenkte dem Museum erhalten gebliebene Teile des automatischen Puppentheaters.

## Erinnerung
Da sein Grab nicht mehr auffindbar ist, hat ihm der Obersteirische Kulturbund 1959 am Leobener Jakobifriedhof eine Erinnerungstafel gewidmet. Auch an seinem Wohnhaus erinnert eine Inschrift an ihn, die Max-Tendler-Straße ist nach ihm benannt.